# Baia Zolotoj Rog

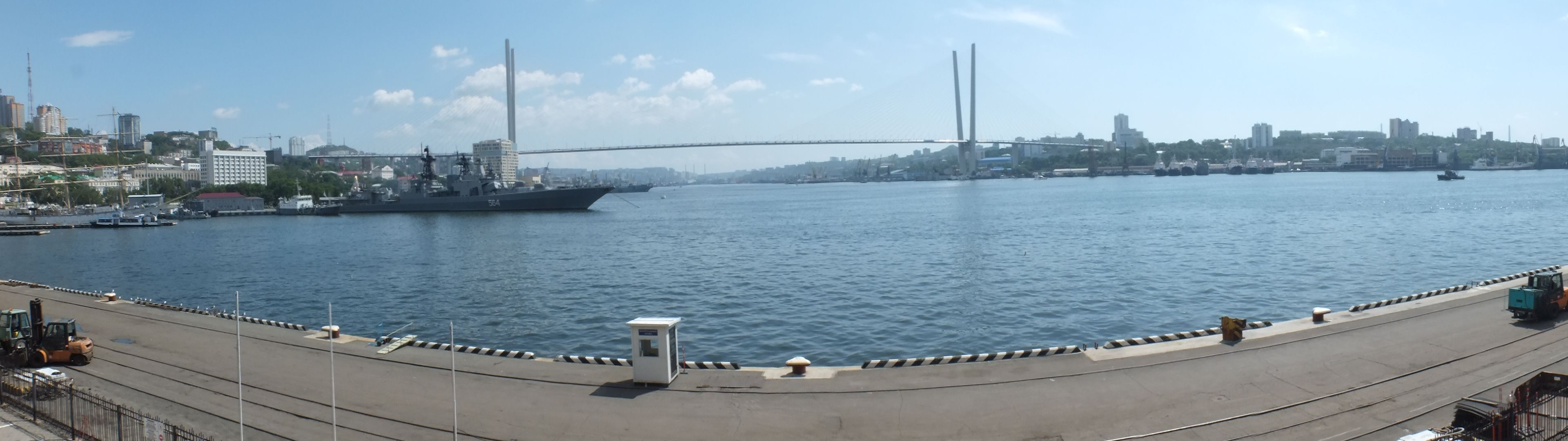
Panorama della baia vista dalla stazione marittima di Vladivostok, in fondo il ponte Zolotoj.

La baia Zolotoj Rog (in russo Бухта Золотой Рог?; in italiano "baia del corno d'oro") è un'insenatura situata nella parte meridionale della penisola di Murav'ëv-Amurskij, in Russia. Compresa nel golfo di Pietro il Grande, si affaccia sul mar del Giappone, nei pressi di Vladivostok, e appartiene al Territorio del Litorale (Circondario federale dell'Estremo Oriente).

## Geografia
La baia Zolotoj Rog s'inoltra lunga e stretta nella città di Vladivostok, sulla riva settentrionale del Bosforo orientale, a nord della penisola Sapërnyj (la parte nord-orientale dell'isola Russkij). L'ingresso alla baia, largo 1,2 miglia nautiche, è tra capo Tigrovyj (мыс Тигровый) e capo Goldobina (мыс Голдобина), rispettivamente ad ovest e a nord-est. La baia è delimitata a nord-ovest dalla penisola di Škot (полуостров Шкота). La profondità massima di 27 m, all'ingresso, diminuisce negli ancoraggi interni a 15–5 m.

## Storia
La baia era nota ai cinesi con il nome del cetriolo di mare. La prima nave europea che approdò nella baia, nel 1852, era una baleniera francese. Durante la guerra di Crimea, nel 1856, la nave britannica Winchester entrò nella baia durante la ricerca di uno squadrone russo. I marinai britannici la chiamavano Port May. Nel 1859, il conte Murav'ëv-Amurskij, governatore generale della Siberia Orientale, le diede il suo nome attuale alludendo al Corno d'Oro, di forma simile, di Costantinopoli.
Iniziato a costruire nel 2008 e inaugurato l'11 agosto 2012, il ponte Zolotoj attraversa la baia nella parte settentrionale.